# Creații monumental-decorative, str. Maria Cebotari, 6 (Chișinău)
Creații monumental-decorative sunt un obiect de artă amplasat pe str. Maria Cebotari, 6 în Chișinău, Republica Moldova. A fost un monument de artă de importanță națională inclus în Registrul monumentelor Republicii Moldova ocrotite de stat cu nr. 272 (municipiul Chișinău), până la excluderea acestuia în 2018.